# Richard Beggs
Richard Beggs (nascido em 8 de janeiro de 1942) é um sonoplasta norte-americano. Venceu o Oscar de melhor mixagem de som na edição de 1980 por Apocalypse Now. Já trabalhou em mais de sessenta filmes desde 1979.

## Filmografia selecionada
- Apocalypse Now (1979)